# Papa Innocenzo VI
Innocenzo VI, nato Étienne Aubert (Beyssac, 1282 – Avignone, 12 settembre 1362), è stato il 199º papa della Chiesa cattolica dal 1352 alla morte (all'epoca della cattività avignonese).

## Biografia

### Formazione e carriera ecclesiastica
Étienne Aubert nacque nel 1282 nel villaggio di Monts, nella parrocchia di Beyssac, nella Francia centrale (regione del Limosino). Suo padre Adhémar Aubert, originario di Pompadour, apparteneva alla piccola nobiltà locale: ciò consentì ad Étienne Aubert di accedere agli studi superiori, ricevendo una formazione come giurista. Studiò legge all'Università di Tolosa ed ottenne la licenza nel 1321 e il dottorato in diritto canonico tra il 1329 ed il 1330. Dapprima insegnò diritto civile nella stessa università, poi intraprese la carriera in magistratura: nel 1321 venne nominato giudice ordinario. Luogotenente del primo giudice del siniscalcato di Tolosa e guardiano dei sigilli del medesimo tribunale, fu confermato nel 1328 (o 1329) per poi divenire egli stesso primo giudice dal 1330 al 1335.
Negli stessi anni avviava la carriera ecclesiastica. Canonico del capitolo della cattedrale di Notre-Dame, re Filippo VI di Francia lo chiamò alla propria corte e gli concesse un'ambasceria per papa Benedetto XII nel 1337 e poi nuovamente nel 1338 e nel 1341. Uditore della Sacra Rota durante il pontificato di Benedetto XII, ricevette numerosi benefici minori, canonicati ed arcidiaconati. Eletto vescovo di Noyon il 23 gennaio 1338, nell'ottobre del 1340 venne trasferito all'arcidiocesi di Clermont, ministero che mantenne sino alla sua elevazione al cardinalato.
Creato cardinale presbitero dei Santi Giovanni e Paolo nel concistoro del 20 settembre 1342, fu quindi legato in Francia ed in Inghilterra con il cardinale Annibaldo Caetani per scongiurare l'insorgere di un conflitto tra i monarchi di tali nazioni ed ottenere la firma di un trattato di pace; gli sforzi fallirono in questo senso e le ostilità iniziarono con la Battaglia di Crécy il 26 agosto 1346 e l'occupazione di Calais il 4 agosto 1347. Il 28 settembre 1347 venne siglato un armistizio ed i cardinali fecero ritorno ad Avignone. Penitenziere maggiore dal 1348, l'Aubert divenne amministratore della sede di Avignone in assenza del suo vescovo. Optò quindi per l'ordine dei cardinali vescovi e per la sede suburbicaria di Ostia e Velletri, cui venne assegnato il 13 febbraio 1352.

### Il pontificato
In quello stesso anno prese parte al conclave svoltosi subito dopo la morte di Clemente VI, in cui venne eletto pontefice il 18 dicembre.

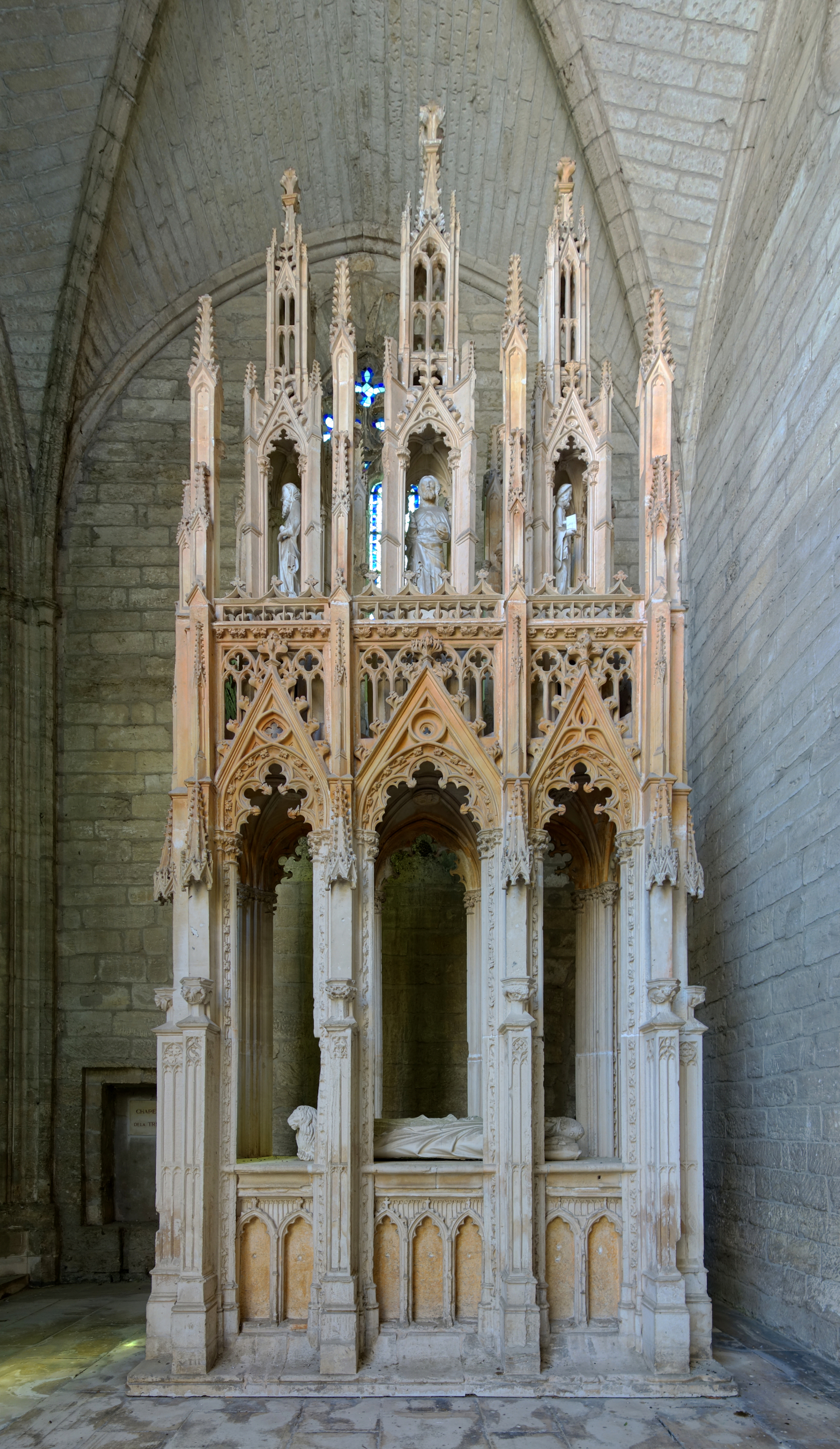
La tomba di Papa Innocenzo VI nella cappella funeraria della Certosa di Notre-Dame-du-val-de-Bénédiction.

La sua politica fu diversa rispetto a quelle degli altri papi di Avignone. Innocenzo portò a molte riforme di cui si sentiva la necessità nell'amministrazione degli affari della Chiesa. Nominò legato per l'Italia il cardinale spagnolo Egidio Albornoz e lo incaricò di riportare l'ordine a Roma, dove nel 1355, Carlo IV venne incoronato imperatore con il suo permesso, dopo aver in precedenza giurato che avrebbe lasciato la città il giorno stesso, a cerimonia conclusa.
Dal 1355-56, iniziò a far bandire, in varie parti d'Europa, una crociata contro i Forlivesi, a causa dell'inefficacia dell'azione di Egidio Albornoz nel tentativo di recuperare l'irriducibile città di Forlì, allora governata dagli Ordelaffi, al dominio papale.
Nel 1360, con la bolla Quasi lignum vitae, Innocenzo VI trasformò le scuole domenicane e francescane di Bologna in Facoltà di Teologia, su modello delle università di Parigi e Oxford, col privilegio quindi di concedere i gradi dottorali.
Fu in gran parte grazie alle esortazioni di Innocenzo che si giunse al trattato di Brétigny (1360) tra Francia e Inghilterra. Durante il suo pontificato inoltre, l'imperatore bizantino Giovanni V Paleologo offrì di sottomettere la Chiesa greca alla sede romana, a condizione che gli venisse fornita assistenza contro il rivale Giovanni Cantacuzeno. Le risorse a disposizione del Papa, comunque, erano già tutte impegnate per esigenze più vicine a casa, e l'offerta venne declinata.
Morì il 12 settembre 1362 e il suo successore fu papa Urbano V.

Venne sepolto nella chiesa della certosa di Notre-Dame-du-Val-de-Bénédiction, da lui fondata, a Villeneuve-lès-Avignon.

#### Concistori per la creazione di nuovi cardinali
Papa Innocenzo VI durante il suo pontificato ha creato 15 cardinali nel corso di 3 distinti concistori.

## Genealogia episcopale e successione apostolica
La genealogia episcopale è:
- Cardinale Niccolò Alberti, O.P.
- Papa Benedetto XII
- Papa Innocenzo VI

La successione apostolica è:
- Vescovo Johann Windlock (1352)
- Vescovo Bernard Nowina, O.P. (1353)
- Vescovo Gilbert de Wilton (1353)
- Vescovo Heinrich von Brandis, O.S.B. (1357)